# Pozuelo de Aragón
Pozuelo de Aragón è un comune spagnolo di 337 abitanti situato nella comunità autonoma dell'Aragona.